# Травники (Опольське воєводство)
Травники (пол. Trawniki) — село в Польщі, у гміні Павловички Кендзежинсько-Козельського повіту Опольського воєводства.
Населення — 329 осіб (2011).
У 1975-1998 роках село належало до Опольського воєводства.

## Демографія
Демографічна структура станом на 31 березня 2011 року:
|          | Загалом | Допрацездатний вік | Працездатний вік | Постпрацездатний вік |
| -------- | ------- | ------------------ | ---------------- | -------------------- |
| Чоловіки | 173     | 45                 | 107              | 21                   |
| Жінки    | 156     | 30                 | 86               | 40                   |
| Разом    | 329     | 75                 | 193              | 61                   |